# Anno Lucis

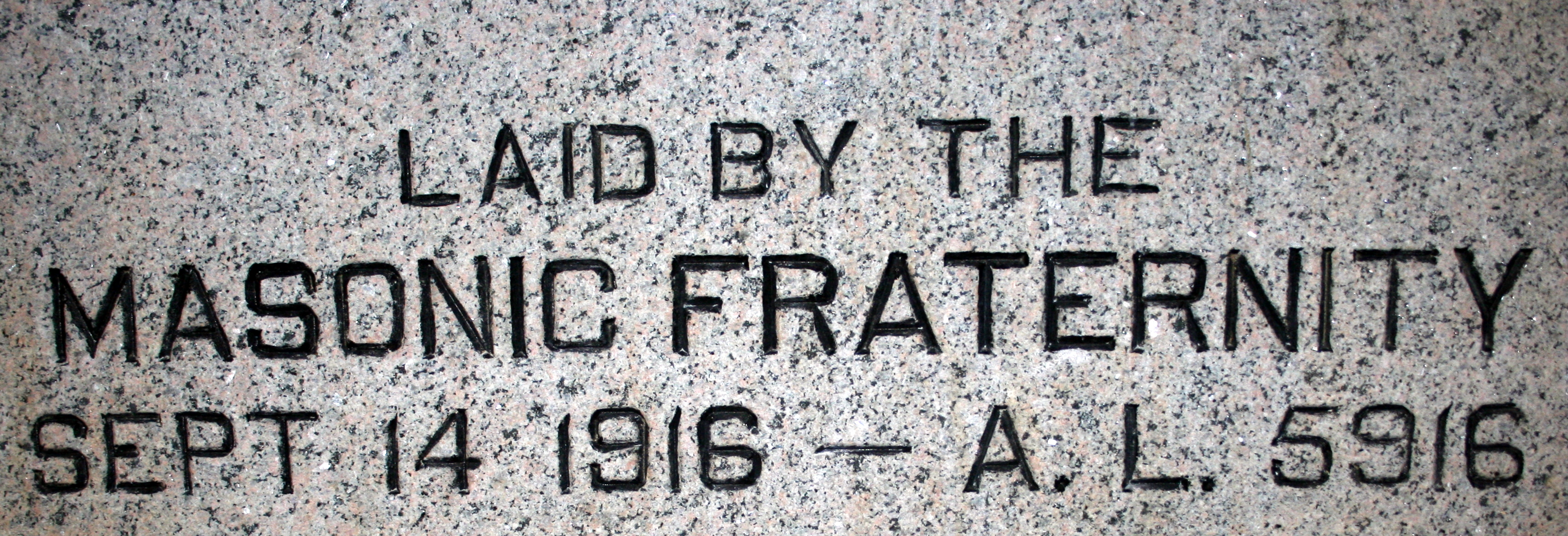
Detalle de la piedra angular de la logia masónica de Rochester, Minnesota, con la fecha indicada tanto en el año de la era común como en Anno Lucis.

Anno Lucis es uno de los calendarios más usados por la masonería. Su cómputo se realiza añadiendo 4000 años a la forma regular del cálculo de fechas.
Por ejemplo, la fecha 10 de enero de 1972 equivale al 10 de enero de 5972.
El Anno Lucis es conocido también con los siguientes nombres:
- Año de la Verdadera Luz: Es el año hebreo (Año Domini + 3760). Lo usa el escocismo.
- Año Lucis: Escocia (3000 + Año Domini) Inglaterra (4000 + Año Domini)
- Año Domini: calendario gregoriano actual

Los masones de la familia de los Antiguos (particularmente, masones de Inglaterra, Escocia, Irlanda) datan de la creación del mundo; llamándolo Anno Lucis, que se abrevia A. L., que significa "¡En el Año de la Luz!" Por lo tanto, si 1801 es el Año Domini, el A.L. sería 5801 (1801+4000). En Escocia (1801+3000), el A. L. sería 4801.[cita requerida]
Los masones de la Familia de los Modernos (entre ellos, el conocido como Rito Escocés Antiguo y Aceptado), la Era también comienza desde la fecha de la Creación; pero los masones de ese rito, usando la cronología judía, llamarían al año 1801, AM o Anno Mundi (en el año del mundo), 5541. A veces se usan las iniciales AH, que significan Anno Hebraico o "en el año hebreo! ' También han adoptado los meses hebreos y, por lo tanto, el año termina con ellos el 16 de septiembre y el nuevo año comienza el 17 del mismo mes, que es el primero de Tisri. El Rito A. y P usa el calendario egipcio y la Era 000000,000 para denotar un período indefinido de vasta extensión.[cita requerida]